# Мечеть Шехабеддін-паші
Мече́ть Шехабедді́н-паші́ (тур. Şehabeddin Paşa Camii), також відома як Мече́ть Кіразли́ (тур. Kirazlı Camii), — мечеть, збудована в Едірне за часів правління Мурада II.
Споруда була збудована у 1436 році Хадимом Шехабеддін-пашею як месджид (мала молитовна споруда) з дерев'яним дахом та одним мінаретом. Сучасний вигляд будівлі відрізняється від первісного. Деякі частини оригінальних дверей мечеті, що нагадують споруди сельджуцького періоду, за порадою Рифата Османа були перенесені до музейної частини Бібліотеки Султана Селіма.